# Seznam irskih biologov
Seznam irskih biologov.

## C
- E. J. Conway

## D
- Henry Horatio Dixon

## H
- Ernest William Lyons Holt

## L
- Kathleen Lonsdale

## R
- Robert Lloyd Praeger

## S
- Edward Sabine